# Ryszard Kujawa
Ryszard Kujawa (ur. 3 lipca 1932 w Przyjmie, zm. 14 marca 2012) – polski polityk, poseł na Sejm II kadencji.

## Życiorys
Uzyskał wykształcenie zasadnicze zawodowe, pracował w rolnictwie. Był przewodniczącym rady miejskiej Goliny. W 1993 uzyskał mandat posła na Sejm II kadencji. Został wybrany w okręgu konińskim z listy Polskiego Stronnictwa Ludowego. Zasiadał w Komisji Samorządu Terytorialnego i Polityki Regionalnej oraz w Komisji Polityki Przestrzennej, Budowlanej i Mieszkaniowej. W 1997 nie ubiegał się o reelekcję.
Zajmował się działalnością społeczną, współpracą z samorządem lokalnym, był komendantem OSP w gminie Golina.
W 1999 otrzymał Krzyż Oficerski Orderu Odrodzenia Polski.
Pochowany w Golinie.